# Hedythyrsus
Hedythyrsus é um género botânico pertencente à família Rubiaceae.
1. ↑  «Hedythyrsus — World Flora Online». www.worldfloraonline.org. Consultado em 19 de agosto de 2020